# Championnat du monde des rallyes 2013
Navigation
2012 2014
Le championnat du monde des rallyes 2013 est la 41e édition du championnat du monde des rallyes. Il comporte 13 manches au calendrier. C'est une saison charnière, car c'est la première fois depuis 2004 et le sacre de Sébastien Loeb qu'un nouveau champion du monde émergera. En outre, les absences de Sébastien Loeb et de Petter Solberg à partir du rallye du Mexique offrent un cadre exceptionnel : c'est la première fois depuis le rallye de Côte d'Ivoire en 1992 qu'aucun champion du monde n'est au départ ; la majorité des pilotes a moins de 30 ans. Les prétendants à la victoire sont Sébastien Ogier, Mikko Hirvonen et Jari-Matti Latvala.
D'ailleurs après 8 manches, c'est Sébastien Ogier qui est en tête du championnat avec plus de 3 victoires d'avance sur son coéquipier Jari-Matti Latvala et Thierry Neuville. Il a en effet déjà remporté 5 épreuves, contre 2 pour son ancien rival Sébastien Loeb et 1 pour Jari-Matti Latvala. En n'ayant disputé que 3 manches sur 7, Sébastien Loeb a quasiment le même nombre de points que les deux pilotes Citroën Mikko Hirvonen et Daniel Sordo.

## Participants

### Pilotes
- Sébastien Loeb et Daniel Elena, nonuples champions du monde ont annoncé qu'il ne viseraient pas un dixième titre consécutif, ayant décidé de prendre leur retraite. Ils participeront à quatre rallyes ciblés par passion et/ou intérêt commercial pour la marque aux chevrons. Ils seront en lice aux rallyes de Monte Carlo, Suède, Argentine et Alsace.
- Mikko Hirvonen devient le pilote numéro un de l'équipe Citroën pour la conquête du titre pilote.
- Dani Sordo fait son retour au sein de l'équipe Citroën pour un programme complet après deux années partielles chez Mini. Il a été préféré à Mads Østberg pour des raisons avant tout commerciales. Sordo étant un pilote latin qui permettra à Citroën de peaufiner son image sur le continent sud-américain. Il est aussi un spécialiste sur asphalte au contraire de Mikko Hirvonen.
- Sébastien Ogier fait son retour en tant que pilote officiel WRC au sein de la toute nouvelle écurie Volkswagen Motorsport qui débarque en championnat du monde avec la Polo-R. Il fera équipe avec Jari-Matti Latvala qui quitte Ford pour l'écurie allemande. À partir du rallye du Portugal, le jeune et prometteur Andreas Mikkelsen devient troisième pilote officiel de l'équipe Volkswagen Motorsport 2.
- Le jeune norvégien Mads Østberg devient le pilote numéro un de l'écurie semi-officielle M-Sport, ex Ford. Il aura pour coéquipier l'étoile montante russe Evgeny Novikov.
- Le pilote belge Thierry Neuville quitte quant à lui la structure Citroën qui l'a introduit en championnat du monde pour bénéficier d'un programme complet chez M-Sport.
- Le champion du monde 2003 Petter Solberg annonce sa retraite en rallye, n'ayant pas réussi à trouver un volant non payant pour la saison.
- Tous les équipages, composés chacun d'un pilote et d'un copilote, participant à au moins un rallye de la saison sont susceptibles de marquer des points au championnat du monde des pilotes et au championnat du monde des copilotes. Les championnats pilotes et copilotes regroupent les équipages participant au championnat du monde constructeurs et les équipages n'y participant pas[1].

### Écuries du championnat constructeurs
- Citroën poursuit son engagement en championnat du monde mais doit gérer le départ progressif de son pilote star Sébastien Loeb. Hormis l'alsacien, trois autres voitures seront engagées au sein de l'équipe. L'équipe française remplace également son sponsor principal Red Bull par Abou Dabi.
- La structure M-Sport de Malcolm Wilson continuera à aligner plusieurs Ford Fiesta avec de jeunes pilotes mais il perd le support officiel de la marque américaine.
- Volkswagen fait son grand retour en championnat du monde des rallyes avec la nouvelle Polo-R WRC. La marque allemande alignera trois voitures sur la saison.
- L'engagement de Mini en championnat du monde, à travers la structure Prodrive, est au plus mal et se limitera à quelques équipes privées.

### Autres écuries et équipages
• Le tchèque Martin Prokop conserve un programme quasi complet avec l'écurie Jipocar Czech National Team. Il sera toujours au volant d'une Ford Fiesta RS WRC.
• Deuxième de la catégorie P-WRC en 2012, Michał Kościuszko profite d'un programme partiel sur une Mini Countryman WRC.
| Constructeur                       | Écurie                                    | Pneus | N° | Pilotes            | Copilotes            | Manches             |
| ---------------------------------- | ----------------------------------------- | ----- | -- | ------------------ | -------------------- | ------------------- |
| Citroën (Citroën DS3 WRC)          | Citroën Total Abu Dhabi World Rally Team  | M     | 1  | Sébastien Loeb     | Daniel Elena         | 1–2, 5, 11          |
| Citroën (Citroën DS3 WRC)          | Citroën Total Abu Dhabi World Rally Team  | M     | 2  | Mikko Hirvonen     | Jarmo Lehtinen       | Toutes              |
| Citroën (Citroën DS3 WRC)          | Citroën Total Abu Dhabi World Rally Team  | M     | 3  | Dani Sordo         | Carlos del Barrio    | 3–4, 6–9, 12–13     |
| Citroën (Citroën DS3 WRC)          | Citroën Total Abu Dhabi World Rally Team  | M     | 3  | Kris Meeke         | Chris Patterson      | 10                  |
| Citroën (Citroën DS3 WRC)          | Abu Dhabi Citroën Total World Rally Team, | M     | 10 | Dani Sordo,        | Carlos del Barrio    | 1, 5, 11            |
| Citroën (Citroën DS3 WRC)          | Abu Dhabi Citroën Total World Rally Team, | M     | 10 | Khalid Al Qassimi  | Scott Martin         | 2, 4, 6–7, 9–10, 12 |
| Citroën (Citroën DS3 WRC)          | Abu Dhabi Citroën Total World Rally Team, | M     | 10 | Chris Atkinson     | Stéphane Prévot      | 3                   |
| Citroën (Citroën DS3 WRC)          | Abu Dhabi Citroën Total World Rally Team, | M     | 10 | Kris Meeke         | Chris Patterson      | 8                   |
| Citroën (Citroën DS3 WRC)          | Abu Dhabi Citroën Total World Rally Team, | M     | 10 | Robert Kubica      | Michele Ferrara      | 13                  |
| Ford (Ford Fiesta RS WRC)          | Qatar M-Sport World Rally Team            | M     | 4  | Mads Østberg       | Jonas Andersson      | Toutes              |
| Ford (Ford Fiesta RS WRC)          | Qatar M-Sport World Rally Team            | M     | 5  | Evgeny Novikov     | Ilka Minor           | Toutes              |
| Ford (Ford Fiesta RS WRC)          | Qatar World Rally Team                    | M     | 6  | Juho Hänninen      | Tomi Tuominen        | 1                   |
| Ford (Ford Fiesta RS WRC)          | Qatar World Rally Team                    | M     | 6  | Nasser Al-Attiyah  | Giovanni Bernacchini | 3, 6, 9, 12         |
| Ford (Ford Fiesta RS WRC)          | Qatar World Rally Team                    | M     | 11 | Thierry Neuville   | Nicolas Gilsoul      | Toutes              |
| Ford (Ford Fiesta RS WRC)          | Lotos Team WRC                            | M     | 12 | Michał Kościuszko  | Maciek Szczepaniak   | 7, 9                |
| Ford (Ford Fiesta RS WRC)          | Jipocar Czech National Team               | D     | 21 | Martin Prokop      | Michal Ernst         | 2–4                 |
| Ford (Ford Fiesta RS WRC)          | Jipocar Czech National Team               | M     | 21 | Martin Prokop      | Michal Ernst         | 5–9, 11–13          |
| Volkswagen (Volkswagen Polo R WRC) | Volkswagen Motorsport                     | M     | 7  | Jari-Matti Latvala | Miikka Anttila       | Toutes              |
| Volkswagen (Volkswagen Polo R WRC) | Volkswagen Motorsport                     | M     | 8  | Sébastien Ogier    | Julien Ingrassia     | Toutes              |
| Volkswagen (Volkswagen Polo R WRC) | Volkswagen Motorsport II                  | M     | 9  | Andreas Mikkelsen  | Mikko Markkula       | 4–7, 12–13          |
| Volkswagen (Volkswagen Polo R WRC) | Volkswagen Motorsport II                  | M     | 9  | Andreas Mikkelsen  | Paul Nagle           | 10–11               |
| Mini (Mini John Cooper Works WRC)  | Lotos Team WRC                            | D     | 12 | Michał Kościuszko  | Maciek Szczepaniak   | 1–5                 |

| Constructeur                       | Écurie                                    | Pneus | N°  | Pilotes              | Copilotes            | Manches |
| ---------------------------------- | ----------------------------------------- | ----- | --- | -------------------- | -------------------- | ------- |
| Ford (Ford Fiesta RS WRC)          | Qatar World Rally Team                    | M     | 6   | Matthew Wilson       | Giovanni Bernacchini | 2       |
| Ford (Ford Fiesta RS WRC)          | Qatar World Rally Team                    | M     | 6   | Nasser Al-Attiyah    | Giovanni Bernacchini | 4       |
| Ford (Ford Fiesta RS WRC)          | Qatar World Rally Team                    | M     | 6   | Elfyn Evans          | Giovanni Bernacchini | 7       |
| Ford (Ford Fiesta RS WRC)          | Qatar World Rally Team                    | M     | 15  | Juho Hänninen        | Tomi Tuominen        | 2       |
| Ford (Ford Fiesta RS WRC)          | Qatar World Rally Team                    | M     | 15  | Dennis Kuipers       | Robin Buysmans       | 4       |
| Ford (Ford Fiesta RS WRC)          | Qatar World Rally Team                    | M     | 23  | Gabriel Pozzo        | Daniel Stillo        | 5       |
| Ford (Ford Fiesta RS WRC)          | Qatar M-Sport World Rally Team            | M     | 22  | Hayden Paddon        | John Kennard         | 12      |
| Ford (Ford Fiesta RS WRC)          | Qatar M-Sport World Rally Team            | M     | 22  | Michał Sołowow       | Chris Patterson      | 13      |
| Ford (Ford Fiesta RS WRC)          | M-Sport                                   | M     | 16  | Henning Solberg      | Emil Axelsson        | 2       |
| Ford (Ford Fiesta RS WRC)          | M-Sport                                   | M     | 22  | Romain Dumas         | Denis Giraudet       | 11      |
| Ford (Ford Fiesta RS WRC)          | M-Sport                                   | M     | 24  | Juho Hänninen        | Tomi Tuominen        | 8       |
| Ford (Ford Fiesta RS WRC)          | Jipocar Czech National Team               | D     | 21  | Martin Prokop        | Michal Ernst         | 1       |
| Ford (Ford Fiesta RS WRC)          | Even Management                           | M     | 22  | Pontus Tidemand      | Ola Fløene           | 2       |
| Ford (Ford Fiesta RS WRC)          | Even Management                           | M     | 27  | Hasse Gustafsson     | Mikael Johansson     | 2       |
| Ford (Ford Fiesta RS WRC)          | Stohl Racing                              | M     | 22  | Daniel Oliveira      | Carlos Magalhães     | 5       |
| Ford (Ford Fiesta RS WRC)          | AT Rally Team                             | M     | 22  | Per-Gunnar Andersson | Emil Axelsson        | 7–9     |
| Ford (Ford Fiesta RS WRC)          | AT Rally Team                             | M     | 28  | Oleksiy Tamrazov     | Pavlo Cherepin       | 2       |
| Ford (Ford Fiesta RS WRC)          | Seashore Qatar Rally Team                 | M     | 23  | Abdulaziz Al-Kuwari  | Killian Duffy        | 12      |
| Ford (Ford Fiesta RS WRC)          | Team Emap Yacco                           | M     | 24  | Julien Maurin        | Nicolas Klinger      | 1       |
| Ford (Ford Fiesta RS WRC)          | Autotek Motorsport                        | D     | 25  | Jari Ketomaa         | Kaj Lindström        | 2       |
| Ford (Ford Fiesta RS WRC)          | Hoonigan Racing Division                  | M     | 43  | Ken Block            | Alex Gelsomino       | 3       |
| Ford (Ford Fiesta RS WRC)          | BDS Racing                                | M     | 121 | Lionel Baud          | Alex Chioso          | 11      |
| Volkswagen (Volkswagen Polo R WRC) | Volkswagen Motorsport II                  | M     | 9   | Andreas Mikkelsen    | Mikko Markkula       | 8       |
| Citroën (Citroën DS3 WRC)          | Abu Dhabi Citroën Total World Rally Team, | M     | 14  | Dani Sordo           | Carlos del Barrio    | 2       |
| Citroën (Citroën DS3 WRC)          | PH Sport                                  | M     | 14  | Benito Guerra        | Borja Rozada         | 3       |
| Citroën (Citroën DS3 WRC)          | PH Sport                                  | M     | 22  | Bryan Bouffier       | Xavier Panseri       | 1       |
| Citroën (Citroën DS3 WRC)          | PH Sport                                  | M     | 122 | Tomáš Kostka         | Chris Patterson      | 11      |
| Mini (Mini John Cooper Works WRC)  | Prodrive WRC Team,                        | M     | 22  | Jarkko Nikara        | Jarkko Kalliolepo    | 2, 8    |
| Mini (Mini John Cooper Works WRC)  | ST Motors Oy                              | M     | 25  | Riku Tahko           | Markus Soininen      | 8       |
| Mini (Mini John Cooper Works WRC)  | Motorsport Italia                         | D     | 22  | Nathan Quinn         | Glenn MacNeall       | 10      |

## Calendrier et règlement
Le calendrier 2013 a été dévoilé par la FIA le 28 septembre 2012.
| N° | Dates             | Rallye                    | Base             | Surface            |
| -- | ----------------- | ------------------------- | ---------------- | ------------------ |
| 1  | 16 - 19 janvier   | Rallye Monte-Carlo        | Valence          | Goudron et neige   |
| 2  | 7 - 10 février    | Rallye de Suède           | Hagfors          | Neige              |
| 3  | 8 - 10 mars       | Rallye du Mexique         | León             | Gravier            |
| 4  | 10 - 12 avril     | Rallye du Portugal        | Faro             | Gravier            |
| 5  | 3 - 5 mai         | Rallye d'Argentine        | Villa Carlos Paz | Gravier            |
| 6  | 31 mai - 2 juin   | Rallye de l'Acropole      | Loutraki         | Gravier            |
| 7  | 21 - 23 juin      | Rallye de Sardaigne       | Olbia            | Gravier            |
| 8  | 2 - 4 août        | Rallye de Finlande        | Jyväskylä        | Gravier            |
| 9  | 23 - 25 août      | Rallye d'Allemagne        | Trèves           | Goudron            |
| 10 | 13 - 15 septembre | Rallye d'Australie        | Coffs Harbour    | Gravier            |
| 11 | 4 - 6 octobre     | Rallye d'Alsace           | Strasbourg       | Goudron            |
| 12 | 25 - 27 octobre   | Rallye de Catalogne       | Salou            | Goudron et gravier |
| 13 | 15 - 17 novembre  | Rallye de Grande-Bretagne | Cardiff          | Gravier            |

- Au nom de l'alternance entre les deux rallyes océaniens, le rallye de Nouvelle-Zélande est remplacé par le rallye d'Australie.
- Le rallye de Grande-Bretagne reprend sa place traditionnelle de manche de clôture de la saison (on ne compte que 5 contre-exemples depuis la création du championnat du monde des rallyes)

## Résultats
| Manche | Rallye                                                       | Podium | Podium             | Podium                | Podium                      | Podium            |
| Manche | Rallye                                                       | Pos.   | Pilote             | Voiture               | Équipe                      | Temps             |
| ------ | ------------------------------------------------------------ | ------ | ------------------ | --------------------- | --------------------------- | ----------------- |
| 1re    | Rallye Monte-Carlo 16-19 janvier résultats détaillés         | 1er    | Sébastien Loeb     | Citroën DS3 WRC       | Citroën Total Abu Dhabi WRT | 5 h 18 min 57 s 2 |
| 1re    | Rallye Monte-Carlo 16-19 janvier résultats détaillés         | 2e     | Sébastien Ogier    | Volkswagen Polo R WRC | Volkswagen Motorsport       | 5 h 20 min 37 s 1 |
| 1re    | Rallye Monte-Carlo 16-19 janvier résultats détaillés         | 3e     | Dani Sordo         | Citroën DS3 WRC       | Abu Dhabi Citroën Total WRT | 5 h 22 min 46 s 2 |
|        |                                                              |        |                    |                       |                             |                   |
| 2e     | Rallye de Suède 7-10 février résultats détaillés             | 1er    | Sébastien Ogier    | Volkswagen Polo R WRC | Volkswagen Motorsport       | 3 h 11 min 41 s 9 |
| 2e     | Rallye de Suède 7-10 février résultats détaillés             | 2e     | Sébastien Loeb     | Citroën DS3 WRC       | Citroën Total Abu Dhabi WRT | 3 h 12 min 22 s 7 |
| 2e     | Rallye de Suède 7-10 février résultats détaillés             | 3e     | Mads Østberg       | Ford Fiesta RS WRC    | M-Sport Ford WRT            | 3 h 13 min 06 s 4 |
|        |                                                              |        |                    |                       |                             |                   |
| 3e     | Rallye du Mexique 8-10 mars résultats détaillés              | 1er    | Sébastien Ogier    | Volkswagen Polo R WRC | Volkswagen Motorsport       | 4 h 30 min 27 s 0 |
| 3e     | Rallye du Mexique 8-10 mars résultats détaillés              | 2e     | Mikko Hirvonen     | Citroën DS3 WRC       | Citroën Total Abu Dhabi WRT | 4 h 33 min 55 s 9 |
| 3e     | Rallye du Mexique 8-10 mars résultats détaillés              | 3e     | Thierry Neuville   | Ford Fiesta RS WRC    | Qatar World Rally Team      | 4 h 34 min 50 s 8 |
|        |                                                              |        |                    |                       |                             |                   |
| 4e     | Rallye du Portugal 10-12 avril résultats détaillés           | 1er    | Sébastien Ogier    | Volkswagen Polo R WRC | Volkswagen Motorsport       | 4 h 07 min 38 s 7 |
| 4e     | Rallye du Portugal 10-12 avril résultats détaillés           | 2e     | Mikko Hirvonen     | Citroën DS3 WRC       | Citroën Total Abu Dhabi WRT | 4 h 08 min 36 s 9 |
| 4e     | Rallye du Portugal 10-12 avril résultats détaillés           | 3e     | Jari-Matti Latvala | Volkswagen Polo R WRC | Volkswagen Motorsport       | 4 h 11 min 43 s 2 |
|        |                                                              |        |                    |                       |                             |                   |
| 5e     | Rallye d'Argentine 3-5 mai résultats détaillés               | 1er    | Sébastien Loeb     | Citroën DS3 WRC       | Citroën Total Abu Dhabi WRT | 4 h 35 min 56 s 7 |
| 5e     | Rallye d'Argentine 3-5 mai résultats détaillés               | 2e     | Sébastien Ogier    | Volkswagen Polo R WRC | Volkswagen Motorsport       | 4 h 36 min 51 s 7 |
| 5e     | Rallye d'Argentine 3-5 mai résultats détaillés               | 3e     | Jari-Matti Latvala | Volkswagen Polo R WRC | Volkswagen Motorsport       | 4 h 37 min 57 s 5 |
|        |                                                              |        |                    |                       |                             |                   |
| 6e     | Rallye de l'Acropole 31 mai-2 juin résultats détaillés       | 1er    | Jari-Matti Latvala | Volkswagen Polo R WRC | Volkswagen Motorsport       | 3 h 31 min 01 s 2 |
| 6e     | Rallye de l'Acropole 31 mai-2 juin résultats détaillés       | 2e     | Dani Sordo         | Citroën DS3 WRC       | Citroën Total Abu Dhabi WRT | 3 h 32 min 51 s 2 |
| 6e     | Rallye de l'Acropole 31 mai-2 juin résultats détaillés       | 3e     | Thierry Neuville   | Ford Fiesta RS WRC    | Qatar World Rally Team      | 3 h 33 min 15 s 3 |
|        |                                                              |        |                    |                       |                             |                   |
| 7e     | Rallye de Sardaigne 21-23 juin résultats détaillés           | 1er    | Sébastien Ogier    | Volkswagen Polo R WRC | Volkswagen Motorsport       | 3 h 22 min 57 s 9 |
| 7e     | Rallye de Sardaigne 21-23 juin résultats détaillés           | 2e     | Thierry Neuville   | Ford Fiesta RS WRC    | Qatar World Rally Team      | 3 h 24 min 14 s 7 |
| 7e     | Rallye de Sardaigne 21-23 juin résultats détaillés           | 3e     | Jari-Matti Latvala | Volkswagen Polo R WRC | Volkswagen Motorsport       | 3 h 24 min 45 s 9 |
|        |                                                              |        |                    |                       |                             |                   |
| 8e     | Rallye de Finlande 2-4 août résultats détaillés              | 1er    | Sébastien Ogier    | Volkswagen Polo R WRC | Volkswagen Motorsport       | 2 h 43 min 10 s 4 |
| 8e     | Rallye de Finlande 2-4 août résultats détaillés              | 2e     | Thierry Neuville   | Ford Fiesta RS WRC    | Qatar World Rally Team      | 2 h 43 min 47 s 0 |
| 8e     | Rallye de Finlande 2-4 août résultats détaillés              | 3e     | Mads Østberg       | Ford Fiesta RS WRC    | M-Sport Ford WRT            | 2 h 44 min 08 s 0 |
|        |                                                              |        |                    |                       |                             |                   |
| 9e     | Rallye d'Allemagne 23-25 août résultats détaillés            | 1er    | Dani Sordo         | Citroën DS3 WRC       | Citroën Total Abu Dhabi WRT | 3 h 15 min 19 s 4 |
| 9e     | Rallye d'Allemagne 23-25 août résultats détaillés            | 2e     | Thierry Neuville   | Ford Fiesta RS WRC    | Qatar World Rally Team      | 3 h 16 min 12 s 4 |
| 9e     | Rallye d'Allemagne 23-25 août résultats détaillés            | 3e     | Mikko Hirvonen     | Citroën DS3 WRC       | Citroën Total Abu Dhabi WRT | 3 h 17 min 55 s 5 |
|        |                                                              |        |                    |                       |                             |                   |
| 10e    | Rallye d'Australie 13-15 septembre résultats détaillés       | 1er    | Sébastien Ogier    | Volkswagen Polo R WRC | Volkswagen Motorsport       | 3 h 19 min 55 s 0 |
| 10e    | Rallye d'Australie 13-15 septembre résultats détaillés       | 2e     | Thierry Neuville   | Ford Fiesta RS WRC    | Qatar World Rally Team      | 3 h 21 min 27 s 1 |
| 10e    | Rallye d'Australie 13-15 septembre résultats détaillés       | 3e     | Mikko Hirvonen     | Citroën DS3 WRC       | Citroën Total Abu Dhabi WRT | 3 h 21 min 57 s 1 |
|        |                                                              |        |                    |                       |                             |                   |
| 11e    | Rallye d'Alsace 4-6 octobre résultats détaillés              | 1er    | Sébastien Ogier    | Volkswagen Polo R WRC | Volkswagen Motorsport       | 2 h 53 min 07 s 6 |
| 11e    | Rallye d'Alsace 4-6 octobre résultats détaillés              | 2e     | Dani Sordo         | Citroën DS3 WRC       | Citroën Total Abu Dhabi WRT | 2 h 53 min 19 s 8 |
| 11e    | Rallye d'Alsace 4-6 octobre résultats détaillés              | 3e     | Jari-Matti Latvala | Volkswagen Polo R WRC | Volkswagen Motorsport       | 2 h 53 min 27 s 1 |
|        |                                                              |        |                    |                       |                             |                   |
| 12e    | Rallye de Catalogne 25-27 octobre résultats détaillés        | 1er    | Sébastien Ogier    | Volkswagen Polo R WRC | Volkswagen Motorsport       | 3 h 33 min 21 s 2 |
| 12e    | Rallye de Catalogne 25-27 octobre résultats détaillés        | 2e     | Jari-Matti Latvala | Volkswagen Polo R WRC | Volkswagen Motorsport       | 3 h 33 min 54 s 1 |
| 12e    | Rallye de Catalogne 25-27 octobre résultats détaillés        | 3e     | Mikko Hirvonen     | Citroën DS3 WRC       | Citroën Total Abu Dhabi WRT | 3 h 34 min 34 s 9 |
|        |                                                              |        |                    |                       |                             |                   |
| 13e    | Rallye de Grande-Bretagne 15-17 novembre résultats détaillés | 1er    | Sébastien Ogier    | Volkswagen Polo R WRC | Volkswagen Motorsport       | 3 h 03 min 36 s 7 |
| 13e    | Rallye de Grande-Bretagne 15-17 novembre résultats détaillés | 2e     | Jari-Matti Latvala | Volkswagen Polo R WRC | Volkswagen Motorsport       | 3 h 03 min 58 s 5 |
| 13e    | Rallye de Grande-Bretagne 15-17 novembre résultats détaillés | 3e     | Thierry Neuville   | Ford Fiesta RS WRC    | Qatar World Rally Team      | 3 h 05 min 01 s 2 |
|        |                                                              |        |                    |                       |                             |                   |

## Classements

### Classement des pilotes
Selon le système de points en vigueur, les 10 premiers équipages remportent des points, 25 points pour le premier, puis 18, 15, 12, 10, 8, 6, 4, 2 et 1.
| Rang | Pilote               | Rallyes | Rallyes | Rallyes | Rallyes | Rallyes | Rallyes | Rallyes | Rallyes | Rallyes | Rallyes | Rallyes | Rallyes | Rallyes | Total points |
| Rang | Pilote               | MON     | SUE     | MEX     | POR     | ARG     | GRE     | ITA     | FIN     | GER     | AUS     | FRA     | ESP     | GBR     | Total points |
| ---- | -------------------- | ------- | ------- | ------- | ------- | ------- | ------- | ------- | ------- | ------- | ------- | ------- | ------- | ------- | ------------ |
| 1er  | Sébastien Ogier      | 18      | 283     | 283     | 283     | 202     | 43      | 283     | 272     | 3       | 283     | 261     | 272     | 25      | 29028        |
| 2e   | Thierry Neuville     | Ab      | 10      | 15      | 0       | 10      | 15      | 202     | 213     | 18      | 202     | 142     | 153     | 183     | 17615        |
| 3e   | Jari-Matti Latvala   | Ab      | 142     | 1 1     | 161     | 183     | 25      | 161     | 1 1     | 6 1     | 12      | 15      | 191     | 18      | 16211        |
| 4e   | Mikko Hirvonen       | 12      | 0       | 18      | 18      | 91      | 4       | Ab      | 12      | 15      | 15      | 8       | 15      | Ab      | 1261         |
| 5e   | Dani Sordo           | 15      | Ab      | 12      | 0       | 2       | 18      | 12      | 10      | 272     | -       | 213     | Ab      | 6       | 1235         |
| 6e   | Mads Østberg         | 8       | 161     | 2 2     | 62      | 6       | 8       | 4       | 15      | 2       | 10      | 4       | 8       | 131     | 1026         |
| 7e   | Evgeny Novikov       | Ab      | 2       | 1       | 12      | 12      | 42      | Ab      | 8       | 1       | 7       | 10      | 10      | 2       | 692          |
| 8e   | Sébastien Loeb       | 25      | 18      | -       | -       | 25      | -       | -       | -       | -       | -       | Ab      | -       | -       | 68           |
| 9e   | Martin Prokop        | 6       | 6       | 2       | 6       | 1       | 6       | 10      | -       | 12      | -       | Ab      | 6       | 8       | 63           |
| 10e  | Andreas Mikkelsen    | -       | -       | -       | 8       | 4       | 131     | Ab      | 1       | 0       | 8       | 6       | Ab      | 10      | 501          |
| 11e  | Nasser Al-Attiyah    | -       | -       | 10      | 10      | -       | 10      | -       | -       | 0       | -       | -       | Ab      | -       | 30           |
| 12e  | Elfyn Evans          | -       | -       | -       | 0       | -       | -       | 8       | -       | 8       | -       | 0       | Ab      | 4       | 20           |
| 13e  | Robert Kubica        | -       | -       | -       | 0       | -       | 0       | 2       | 2       | 10      | -       | 2       | 2       | Ab      | 18           |
| 14e  | Bryan Bouffier       | 10      | -       | -       | 0       | -       | -       | 0       | -       | -       | -       | -       | -       | Ab      | 10           |
| 15e  | Juho Hanninen        | Ab      | 8       | -       | -       | -       | -       | -       | -       | -       | -       | -       | -       | -       | 8            |
| 16e  | Chris Atkinson       | -       | -       | 8       | -       | -       | -       | -       | -       | -       | -       | -       | -       | -       | 8            |
| 17e  | Hayden Paddon        | -       | -       | -       | -       | -       | -       | -       | 0       | 4       | -       | -       | 4       | -       | 8            |
| 18e  | Jari Ketomaa         | -       | -       | -       | -       | -       | -       | -       | 6       | -       | -       | -       | -       | 2       | 8            |
| 19e  | Michał Kościuszko    | 1       | 0       | Ab      | Ab      | Ab      | -       | 6       | -       | -       | -       | -       | -       | -       | 7            |
| 20e  | Ken Block            | -       | -       | 6       | -       | -       | -       | -       | -       | -       | -       | -       | -       | -       | 6            |
| 21e  | Khalid Al Qassimi    | -       | 0       | -       | 2       | -       | Ab      | 1       | -       | 0       | 2       | -       | 0       | -       | 5            |
| 22e  | Sepp Wiegand (en)    | 4       | 0       | -       | 0       | -       | -       | 0       | -       | 0       | -       | -       | 0       | -       | 4            |
| 23e  | Henning Solberg      | -       | 4       | -       | -       | -       | -       | -       | -       | 0       | -       | -       | -       | -       | 4            |
| 24e  | Benito Guerra        | -       | -       | 4       | -       | -       | -       | -       | -       | 0       | -       | -       | 0       | -       | 4            |
| 25e  | Per-Gunnar Andersson | -       | -       | -       | -       | -       | -       | -       | 4       | -       | -       | -       | -       | -       | 4            |
| 26e  | Nathan Quinn         | -       | -       | -       | -       | -       | -       | -       | -       | -       | 4       | -       | -       | -       | 4            |
| 27e  | Olivier Burri        | 2       | -       | -       | -       | -       | -       | -       | -       | -       | -       | -       | -       | -       | 2            |
| 28e  | Yazeed Al-Rajhi      | -       | 1       | -       | -       | -       | -       | -       | 0       | -       | 0       | -       | 0       | -       | 1            |
| 29e  | Esapekka Lappi       | Ab      | -       | -       | 1       | -       | -       | -       | 0       | -       | -       | -       | -       | -       | 1            |
| 30e  | Abdulaziz Al-Kuwari  | -       | -       | 0       | 0       | 0       | 0       | 0       | -       | -       | 1       | -       | 0       | -       | 1            |
| 31e  | Romain Dumas         | -       | -       | -       | -       | -       | -       | -       | -       | -       | -       | 1       | -       | -       | 1            |
| 32e  | Mark Higgins         | -       | -       | -       | -       | -       | -       | -       | -       | -       | -       | -       | -       | 1       | 1            |

| Couleur | Résultat                                                         |
| ------- | ---------------------------------------------------------------- |
| Or      | Vainqueur                                                        |
| Argent  | 2e place                                                         |
| Bronze  | 3e place                                                         |
| Vert    | Classé, dans les points                                          |
| Bleu    | Classé, hors des points Non classé (Nc.)                         |
| Mauve   | Abandon (Ab.) Retrait (Re.)                                      |
| Noir    | Disqualifié (Dq.)                                                |
| Blanc   | N'a pas pris le départ (Np.) Forfait (Forf.) Épreuve annulée (A) |
| Aucune  | N'a pas participé (-)                                            |

3, 2, 1 : y compris les 3, 2 et 1 points attribués aux trois premiers de la spéciale télévisée (power stage).

### Classement des constructeurs
| Rang | Écurie                                   | Rallyes | Rallyes | Rallyes | Rallyes | Rallyes | Rallyes | Rallyes | Rallyes | Rallyes | Rallyes | Rallyes | Rallyes | Rallyes | Total points |
| Rang | Écurie                                   | MON     | SWE     | MEX     | POR     | ARG     | GRE     | ITA     | FIN     | GER     | AUS     | FRA     | ESP     | GBR     | Total points |
| ---- | ---------------------------------------- | ------- | ------- | ------- | ------- | ------- | ------- | ------- | ------- | ------- | ------- | ------- | ------- | ------- | ------------ |
| 1er  | Volkswagen Motorsport                    | 18      | 37      | 26      | 40      | 33      | 26      | 40      | 31      | 11      | 37      | 40      | 43      | 43      | 425          |
| 2e   | Citroën Total Abu Dhabi World Rally Team | 37      | 20      | 30      | 20      | 33      | 22      | 12      | 22      | 40      | 15      | 8       | 15      | 6       | 280          |
| 3e   | Qatar M-Sport World Rally Team           | 10      | 21      | 6       | 18      | 18      | 10      | 6       | 23      | 14      | 16      | 14      | 18      | 16      | 190          |
| 4e   | Qatar World Rally Team                   | 0       | 10      | 25      | 1       | 10      | 25      | 18      | 18      | 20      | 18      | 12      | 12      | 15      | 184          |
| 5e   | Abu Dhabi Citroën Total World Rally Team | 15      | 0       | 8       | 4       | 2       | 0       | 4       | 0       | 4       | 4       | 18      | 4       | 0       | 63           |
| 6e   | Jipocar Czech National Team              | 0       | 8       | 6       | 8       | 1       | 6       | 10      | 0       | 12      | -       | R       | 6       | -       | 57           |
| 7e   | Volkswagen Motorsport 2                  | -       | -       | -       | 10      | 4       | 12      | 0       | 0       | 0       | 8       | 6       | 0       | 10      | 50           |
| 8e   | Lotos Team WRC                           | 8       | 4       | 0       | 0       | 0       | -       | 8       | 0       | 0       | -       | -       | -       | -       | 20           |

### Étapes spéciales remportées
| Rang  | Pilote             | Rallyes | Rallyes | Rallyes | Rallyes | Rallyes | Rallyes | Rallyes | Rallyes | Rallyes | Rallyes | Rallyes | Rallyes | Rallyes | Total spéciales | Total % |
| Rang  | Pilote             | MON     | SWE     | MEX     | POR     | ARG     | GRE     | ITA     | FIN     | GER     | AUS     | FRA     | ESP     | GBR     | Total spéciales | Total % |
| ----- | ------------------ | ------- | ------- | ------- | ------- | ------- | ------- | ------- | ------- | ------- | ------- | ------- | ------- | ------- | --------------- | ------- |
| 1er   | Sébastien Ogier    | 2       | 11      | 16      | 6       | 5       | 2       | 7       | 12      | 6       | 19      | 8       | 8       | 9       | 111             | 46.83   |
| 2e    | Jari-Matti Latvala | 0       | 1       | 0       | 2       | 5       | 4       | 6       | 0       | 2       | 1       | 1       | 3       | 5       | 30              | 12,65   |
| 3e    | Thierry Neuville   | 0       | 1       | 1       | 0       | 0       | 0       | 2       | 5       | 4       | 0       | 5       | 1       | 3       | 22              | 9,28    |
| 4e    | Sébastien Loeb     | 8       | 7       | -       | -       | 2       | -       | -       | -       | -       | -       | 4       | -       | -       | 21              | 8,86    |
| 5e    | Mads Østberg       | 1       | 2       | 4       | 4       | 1       | 0       | 0       | 4       | 0       | 0       | 0       | -       | 1       | 17              | 7,17    |
| 6e    | Daniel Sordo       | 1       | 0       | 0       | 2       | 0       | 1       | 0       | 0       | 3       | -       | 2       | 2       | 2       | 13              | 5,48    |
| 7e    | Mikko Hirvonen     | 0       | 2       | 2       | 1       | 1       | 0       | 1       | 2       | 0       | 1       | 0       | -       | -       | 10              | 4,21    |
| 8e    | Andreas Mikkelsen  | -       | -       | -       | 0       | 0       | 3       | 0       | 0       | -       | 1       | 0       | 2       | 2       | 8               | 3,37    |
| 9e    | Evgeny Novikov     | 2       | 0       | 0       | 0       | 0       | 5       | 0       | 0       | 0       | 0       | 0       | -       | -       | 7               | 2,95    |
| 10e   | Bryan Bouffier     | 1       | -       | -       | 0       | -       | -       | 0       | -       | -       | -       | -       | -       | -       | 1               | 0,42    |
| 11e   | Juho Hanninen      | 1       | 0       | -       | -       | -       | -       | -       | 0       | -       | -       | -       | -       | -       | 1               | 0,42    |
| Total |                    | 16/18   | 22      | 23      | 15      | 14      | 14      | 16      | 23      | 15/16   | 22      | 20      | 15      | 22      | 237             |         |

Le pourcentage total n'est pas forcément égal à 100 car si le total d'étapes spéciales ne varie pas, il y a quelquefois plusieurs vainqueurs pour une même ES car ils ont réalisé le même temps.
À noter également qu'en ayant remporté 46,83% des étapes spéciales sur la saison, Sébastien Ogier renverse le précédent record détenu par Sébastien Loeb (43,33%).